# وادیم لالیف
وادیم کازبیکی لالیف (به روسی: Лалыты Казбекы фырт Вадим؛ به ارمنی: Վադիմ Կազբեկի Լալիև؛ زادهٔ ۱۲ دسامبر ۱۹۸۰) کشتی‌گیر پیشین اهل روسیه است که در دستهٔ میان‌وزن کشتی آزاد برای کشور ارمنستان رقابت می‌کرد. او برندهٔ دو مدال برنز قهرمانی کشتی اروپا شده‌است.